# Logan Alphant
 (août 2024).
Logan Alphant, né le 5 avril 1983 à Bourg-de-Péage, est un footballeur français. Son poste de prédilection est celui de défenseur. 
Il dispute 38 matchs de Ligue 2 dans sa carrière.

## Biographie
Enfant, Logan Alphant a commencé à jouer au football à l'US Chattoise (Chatte dans l'Isère) à l'âge de 6 ans et il y restera durant 7 années, en fait jusqu'à la fin de la saison en catégorie des 13 ans. Il part jouer à Romans-sur-Isère à la Persévérante Sportive Romanaise. Il y joue deux saisons avant de rejoindre le centre de formation de l'AJ Auxerre à l'âge de 16 ans. Durant les deux saisons qu'il passe au Centre de Formation de l'AJA, comme tous les joueurs qui y sont passés, il rencontrera Guy Roux. Après la Bourgogne, il revient dans le Dauphiné et intègre le Grenoble Foot 38 (GF38) pour y poursuivre sa formation. Que ce soit en division d'Honneur ou en CFA2, Logan Alphant s'impose de plus en plus en défense dans les équipes réserves de Grenoble. La montée en puissance de Logan Alphant continue lors de la saison 2005-2006 et ses efforts paient. La récompense arrive le 21 avril 2006 avec un premier match en Ligue 2 mais pas sur le banc, sur le terrain et en plus en tant que titulaire pour le déplacement à Châteauroux (34e journée). Malheureusement le GF38 repart du Berry battu 3 buts à 1. Il jouera en tant que titulaire, les 3 derniers matches de la saison (1 nul, 1 défaite puis 1 victoire) et recevra lors de l'un d'entre eux son premier carton jaune de pro.
Il aura démontré de bonnes qualités en défense centrale et se montre capable d'évoluer aussi en milieu défensif. Il devient un espoir très sérieux du club et se voit offrir durant l'été 2006 un premier contrat pro. Il espère commencer la saison sur la continuité de la dernière mais en fait, son entrée dans le championnat est retardé. En effet, son contrat n'est pas encore validé par les instances de la LFP et il se retrouve non qualifié. Il fait donc son entrée lors de la 3e journée, lorsqu'Yvon Pouliquen le titularise pour la réception de Guingamp. C'est une victoire pour le GF38 et pour Logan Alphant, le premier carton jaune de la saison. Ce sera le début de sa meilleure saison en pro. Il disputera 22 matches de Ligue 2 pour 11 victoires, 8 nuls et 3 défaites. Le GF38 termine 5e et voit son entraîneur Yvon Pouliquen, remercié et remplacé pour la future saison par Mécha Bazdarevic.
La montée en Ligue 1. Logan Alphant se retrouve dans l'équipe première du GF38 pour cette saison 2007-2008 avec le n°23 sur le dos. Cette saison sera exceptionnelle pour le GF38, mais pour Logan, elle marquera le début d'une mise à l'écart du groupe pro. Pourtant, il participera, lui aussi, à part entière à la montée du club isérois en Ligue 1. Le nouvel entraîneur semble lui faire un peu moins confiance. Il faut dire que le GF38 n'a pas lésiné et a recruté les expérimentés Maxence Flachez et Milivoje Vitakic. Ses trois seules titularisations se produisent lors des absences de l'un des deux joueurs précédemment cités. Mis à part ces trois titularisations, il ne joue principalement que durant la première moitié de saison et seulement des bribes de matches. Le prêt de Sandy Paillot en janvier 2008 sonne le glas de ses espoirs de temps de jeu et il passe la fin de saison soit sur le banc des remplaçants soit avec la réserve en CFA2.
Logan Alphant est un de ces joueurs du GF38 qui ont acquis un grand capital sympathie du public grenoblois. Cette sympathie du public récompense un joueur qui n'a jamais baissé les bras et qui a toujours mouillé le maillot pour ses couleurs. Comme d'autres joueurs, Logan Alphant aurait pu se contenter de toucher son salaire de professionnel pour uniquement jouer les remplaçants ou les sparring partners lors des entraînements. Mais ce n'était pas dans le caractère du bonhomme[style trop lyrique ou dithyrambique]. Devinant que ses espoirs de jouer en Ligue 1 étaient aussi ténus que l'épaisseur d'une feuille de papier, il décide de se trouver du temps du jeu et, lors du mercato d'hiver 2008-2009 rejoint le club de Louhans-Cuiseaux (CSLC) qui bataillait pour se maintenir en National. De l'avis des supporters du CSLC, Logan fera de bonnes apparitions.
Chômage et retour à la compétition[style trop lyrique ou dithyrambique]. Avec les ennuis financiers du CS Louhans-Cuiseaux, Logan fait partie des nombreux joueurs non conservés. En juillet 2009, c'est le début des stages UNFP à Clairefontaine avec les autres joueurs en recherche de club. Parmi eux, il retrouve Julien Deletraz, qu'il avait connu à Grenoble durant 3 saisons.
La saison 2009-2010 du Grenoble Foot 38 est catastrophique en Ligue 1 mais pas seulement. En CFA, la situation n'est pas bonne non plus et les nombreuses blessures et absences du groupe Pro pèse directement sur la réserve qui ne peut plus compter sur un groupe homogène et doit faire appel à des joueurs très voire trop jeunes. La réserve a donc besoin d'un joueur d'expérience, or Logan Alphant continue de s'entraîner avec elle et reste sans contrat. Finalement Logan re-signe au GF38, mais plus question d'un contrat Pro. Il s'en contentera et fera de son mieux pour encadrer les jeunes de la réserve. Malgré quelques bonnes prestations, il ne parviendra pas à asseoir l'assise défensive de la CFA et celle-ci sera rapidement reléguée. Logan Alphant quitte le club et rejoint durant l'été 2010, le club de l'AS Valence en CFA2, club avec lequel il affrontera la réserve du GF38.
Avec les Valentinois, Logan, retrouve du temps de jeu et s'impose rapidement comme un des éléments-clés de la défense de l'AS Valence. Il participe ainsi aux bons résultats d'une équipe de Valence qui rêve de redécouvrir le lustre de l'époque ASOAV. En Novembre 2010, l'AS Valence est 3e du championnat de CFA2 devant la réserve du GF38 et toujours qualifiée pour la Coupe de France (7e tour).
Logan Alphant prépare également sa future reconversion. Fin mai 2011, il passe à Clairefontaine son diplôme d'entraîneur de 2e degré. Il s'implique également dans la vie du club Valentinois puisqu'il s'occupe d'une partie de la gestion administrative du club, tout en encadrant les jeunes et bien entendu[non neutre] en participant aux entraînements et matches de l'équipe première. Contrairement à son ancien club le GF38, l'AS Valence effectue une belle saison et au terme de l'exercice 2010-2011 retrouve la CFA.
La saison 2011-2012 démarre bien pour l'ASV avec un Logan Alphant très affuté qui dispute un grand nombre de matches en tant que titulaire. Les Valentinois comptent alors dans leur effectif 3 joueurs passés dans les rangs Grenoblois (Oumar Tchomogo, Murat Saltan, et Logan Alphant). Début décembre, les Valentinois occupent la 4e place et restent bien placés pour la montée. Malheureusement blessé, il ne peut participer à la victoire en Coupe de France face au club de Ligue 2 Arles-Avignon. Parallèlement à son poste de défenseur, il continue ses fonctions administratives au sein de l'AS valence et devient même le responsable de l'école de Foot du club lors du départ de Bertrand Fayolle à la Mairie de Valence. Il participera ensuite à la victoire de Valence contre son ancien club le GF38 lors du tour suivant de Coupe de France. Lors du 32e de finale, Logan Alphant est titularisé face à Laval et se retrouve être un des meilleurs joueurs de ce match (Valence élimine le club de Ligue 2).

## Clubs
- 2001-jan 2009 : Grenoble Foot 38  France (Ligue 2)
- jan 2009-2009 : CS Louhans-Cuiseaux  France (National)
- 2009-2010 : Grenoble Foot 38 (réserve)  France (CFA)
- depuis juin 2010 : AS Valence  France (CFA2 puis (CFA)
- 2014-2019 : FC Rhône Vallée  France